# Slaget om Frankrig
Slaget om Frankrig, også kendt som Frankrigs fald, er betegnelsen for den tyske invasion af Frankrig, Holland, Belgien og Luxembourg, som startede den 10. maj 1940. Slaget bestod af to hovedoperationer. I den første, der havde kodenavnet Fall Gelb, stødte tyske panserdivisioner igennem det bjergrige område ved Ardennerne, gennembrød den allierede front og stødte frem til Den engelske kanal, hvorved de allierede styrker, som var rykket ind i Belgien blev afskåret og omringet. De britiske tropper i British Expeditionary Force (BEF) og mange franske soldater blev imidlertid evakueret fra strandene ved Dunkerque i Operation Dynamo.
I den anden hovedoperation med kodenavnet Fall Rot, som gik i gang den 15. juni, omgik de tyske tropper de franske fæstninger i Maginot-linjen og besatte størstedelen af landet. Italien erklærede Frankrig krig den 10. juni. Den franske regering flygtede til Bordeaux, og Paris blev besat den 14. juni. Efter at den 2. franske armegruppe havde overgivet sig den 22. juni, kapitulerede Frankrig den 25. juni.
For aksemagterne var kampagnen en spektakulær sejr. Frankrig blev delt i en tysk besættelseszone, der omfattede det nordlige og vestlige Frankrig, en lille italiensk besættelseszone i det sydøstlige Frankrig og en resterende kollaboratørstat i syd – Vichy Frankrig. Vichy Frankrig blev besat den 10. november 1942, og Frankrig forblev besat af Tyskland, indtil befrielsen af Frankrig efter D-dag i 1944. Holland, Belgien og Luxembourg blev befriet i 1944 og 1945.

## Forspil
Efter invasionen af Polen i september 1939, som indledte 2. verdenskrig, fulgte der en periode uden krigshandlinger – Spøgelseskrigen – mellem stormagterne. Man havde fra tysk side håbet, at Frankrig og Storbritannien ville give efter, acceptere erobringen af Polen og hurtigt indgå fred. Det var af stor betydning for Tyskland, da lagrene af råmaterialer og fremmed valuta til at købe dem for var alt for små. Tyskland var nu afhængig af leverancer fra sin nye allierede, Sovjetunionen, en situation som ikke huede Hitler af ideologiske grunde. Den 6. oktober gav han Vestmagterne et fredstilbud. Allerede inden de havde haft tid til at svare på tilbuddet, formulerede han den 9. oktober en ny militær politik, for det tilfælde at deres svar var afvisende: Führer-Anweisung N°6, eller "Fører-direktiv nummer 6".

## Tysk strategi
Hitler havde altid næret drømme om store militærkampagner, som skulle besejre de vesteuropæiske lande som et indledende trin til erobring af territorium mod øst, hvorved han ville undgå en krig på to fronter. Disse hensigter fremgik imidlertid ikke af Führer-Anweisung N°6. Denne plan var solidt baseret på den tilsyneladende mere realistiske antagelse, at Tysklands militære styrke stadig måtte opbygges gennem flere år, og at det for nærværende kun var muligt at stræbe efter begrænsede mål, som skulle styrke Tysklands muligheder for at overleve en langvarig  krig i vesten. Hitler beordrede, at en besættelse af Benelux landene: Holland, Belgien og Luxembourg, skulle gennemføres snarest. Det skulle forhindre, at Frankrig besatte dem først, hvilket ville true det vitale tyske Ruhr-distrikt. Det skulle også give et grundlag for en langsigtet kampagne til søs og i luften mod Storbritannien. Der var ingen omtale overhovedet af et muligt samtidig angreb, der skulle føre til erobring af hele Frankrig, omend så meget som muligt af grænseområdet i det nordlige Frankrig skulle besættes.
Da han skrev sit direktiv, antog Hitler, at et sådant angreb kunne igangsættes indenfor nogle få uger, men samme dag, som han udsendte direktivet, blev han bragt ud af den vildfarelse. Det forlød, at han var blevet misinformeret om de tyske styrkers sande tilstand. De motoriserede enheder havde behov for mindst tre måneder til at få repareret de skader, som deres køretøjer havde lidt under felttoget i Polen, og ammunitionslagrene var stort set tømt.

### Halders plan
Den 10. oktober 1939 afviste den britiske regering Hitlers fredstilbud, og den 12. oktober gjorde den franske regering ligeså. Den 19. oktober fremlagde Franz Halder, stabschefen for den tyske hærs overkommando OKH, det første udkast til Fall Gelb, førkrigskodenavnet for kampagneplaner Holland og Belgien: Aufmarschanweisung N°1, Fall Gelb, Halders plan er ofte blevet sammenlignet med den Schlieffen-plan, som blev brugt i 1. Verdenskrig. Halders plan lignede den på den måde, at begge planer lagde op til et fremstød gennem det mellemste Belgien; men hvor Schlieffen-planen havde en en enorm omringning af den franske hær for øje med henblik på en afgørende sejr, var Aufmarschanweisung N°1 et uinspireret frontalangreb, hvor der regnedes med tab på ½ mio. tyske tropper for at nå det begrænsede mål at trænge de Allierede tilbage til Somme floden. Hermed ville de tyske kræfter være udtømt for 1940 og først i 1942 kunne hovedangrebet mod Frankrig indledes.
Hitler var meget skuffet over Halders plan. Han havde troet, at erobringen af Nederlandene kunne klares hurtigt og uden større tab, men som det blev fremstillet, ville det tage lang tid og være vanskeligt. Der har været spekulationer om, at Halder, som på dette tidspunkt konspirerede mod Hitler og var begyndt at bære pistol for selv at kunne skyde ham om nødvendigt, havde fremlagt den mest pessimistiske plan for at få Hitler til helt at opgive tanken om et angreb. Hitler reagerede på to måder. Han besluttede, at den tyske hær skulle angribe hurtigt, uanset om den var klar, i håb om at de Allieredes manglende parathed alligevel ville bringe sejr. Han fastsatte datoen til 12. november 1939. Dette førte til en uendelig række af udsættelser, da det gang på gang lykkedes generalerne at overbevise Hitler om, at angrebet skulle udsættes i nogle dage eller uger for at få overvundet en eller anden kritisk mangel i forberedelserne, eller for at vente på bedre vejr.
Hans anden beslutning var baseret på, at han ikke kunne lide planen, og derfor prøvede han på at lave den om, uden klart at vide, på hvilken måde den kunne forbedres. Dette resulterede i første omgang i en spredning af indsatsen, idet der udover hovedangrebet gennem det centrale Belgien blev planlagt sekundære angreb længere mod syd. Den 29. oktober lod Halder en revideret plan Aufmarschanweisung N°2, Fall Gelb afspejle dette. Heri var der medtaget et sekundært angreb i retning Liège-Namur.
Hitler var ikke ene om ikke at kunne lide Halders plan. Gerd von Rundstedt, chefen for Heeresgruppe A, kunne heller ikke lide den. I modsætning til Hitler kunne von Rundstedt som professionel soldat sagtens se, hvordan planen kunne forbedres. Den grundlæggende fejl var efter hans mening, at den ikke fulgte de klassiske principper for Bewegungskrieg, dvs. krig gennem manøvrer, som havde været grundlaget for tysk taktik siden det 19. århundrede. Der måtte skabes et gennembrud, som betød, at de allierede hære blev omringet og nedkæmpet. Det logiske sted at opnå noget sådant ville være ved Sedan, som lå ud for von Rundstedts Heeresgruppe A. Den 21. oktober enedes von Rundstedt med sin stabschef, generalløjtnant Erich von Manstein om, at en alternativ plan måtte udformes, som afspejlede disse grundlæggende ideer og gjorde hans Heeresgruppe A så stærk som muligt på bekostning af Heeresgruppe B, der lå længere mod nord.

### Mansteins plan
Mens von Manstein formulerede de nye planer i Koblenz, traf det sig, at generalløjtnant Heinz Guderian, øverstkommanderende for XIX Korps, Tysklands elitepanserstyrke, boede på et nærliggende hotel. von Manstein overvejede, om han skulle involvere Guderian i planlægningen, da pansergeneralen måske kunne se en rolle, som hans panserstyrker kunne spille i den, og det kunne være det afgørende argument, der skulle til for at få overført XIX Korps fra Heeresgruppe B til Heeresgruppe A, hvilket ville glæde von Rundstedt. På dette tidspunkt bestod von Mansteins plan af en fremrykning fra Sedan mod nord, lige ind i den allierede hovedstyrkes bagland for herfra at angribe dem direkte fra syd. Da Guderian blev bedt om at bidrage til planen ved nogle uformelle diskussioner, foreslog han en radikalt ny ide: Ikke blot hans panserkorps, men alle panserstyrkerne skulle koncentreres ved Sedan. Og denne koncentration af panser skulle ikke rykke nordpå, men vestpå for at gennemføre et hurtigt, dybt, uafhængigt strategisk gennembrud mod Den Engelske Kanal uden at vente på hovedstyrken af infanteridivisioner. Dette ville føre til et strategisk sammenbrud for fjenden, og man ville undgå de forholdsvis høje tab, som et normalt klassisk omringningsslag ville medføre.
En sådan uafhængig strategisk anvendelse af panserstyrkerne var blevet diskuteret i vide kredse i den tyske hær inden krigen, men var ikke blevet accepteret som doktrin. Det store antal officerer, som gjorde tjeneste i infanteriet, som var hærens dominerende våbenart, havde med held kæmpet imod. Von Manstein måtte indrømme, at i dette tilfælde kunne det præcis være det, der skulle til. Hans vigtigste indvending var, at det ville skabe en åben flanke på over 300 km, som var ubeskyttet overfor franske modangreb. Guderian overbeviste ham om, at dette kunne forebygges ved samtidig at igangsætte generende angreb mod syd med små pansrede enheder. Dette ville imidlertid betyde et farvel til det grundlæggende koncept i Führer-Anweisung N°6.
Von Manstein skrev sit første memorandum, som skitserede den alternative plan den 31. oktober. Heri undgik han omhyggeligt at omtale Guderian og nedtonede panserstyrkernes strategiske rolle for ikke at skabe unødig modstand. Den 6. november, 21. november, 30. november, 6. december, 18. december 1939 og 12. januar 1940 fulgte yderligere 6 memoranda, som gradvist blev mere radikale i deres udgangspunkt. Alle blev forkastet af OKH, og intet af deres indhold nåede frem til Hitler.

### Planrevisioner
Den 10. januar 1940 blev et tysk kurérfly, af typen Messerschmitt Bf 108, tvunget til at lande ved Maasmechelen, nord for Maastricht, i Belgien ("Mechelen episoden"). Blandt de ombordværende var en major (Luftwaffe), Hellmuth Reinberger, som havde medbragt en kopi af den seneste udgave af Aufmarschanweisung N°2. Selv om flyet landede sikkert, var Reinberger ude af stand til at destruere kopien, som hurtigt faldt i hænderne på det belgiske efterretningsvæsen (Staatsveiligheid). Det er ofte blevet hævdet, at denne episode var årsagen til en drastisk ændring af de tyske planer, men det er ikke tilfældet. Den nye udgave af dem fra 30. januar Aufmarschanweisung N°3, Fall Gelb, var grundlæggende den samme som de to tidligere versioner.
Den 27. januar blev von Manstein udpeget til at lede et armekorps i Preussen og skulle tiltræde sin stilling den 9. februar. Denne forflyttelse var iværksat af Halder for at undgå von Manstein påvirkning. Von Mansteins stab blev så indigneret, at den henledte Hitlers opmærksomhed på sin plan. Von Manstein blev inviteret til at fremlægge sit forslag for Føreren personligt i Berlin den 17. februar, og dagen efter beordrede Hitler planerne ændret i overensstemmelse med von Mansteins ideer. De tiltalte Hitler, ikke mindst fordi de i det mindste gav håb om en sejr uden store omkostninger.
Manden, som måtte gennemføre forandringerne var igen Franz Halder – von Manstein var ikke længere involveret. Halder gik med til at flytte tyngdepunktet for angrebet mod syd. Von Mansteins plan havde den fordel, at den virkede usandsynlig set fra forsvarernes synspunkt, idet Ardennerne havde store skove og et dårligt vejnet, og derfor var det en usandsynlig rute at vælge til en invasion. Der ville derfor være et betydeligt overraskelsesmoment. Det ville være af afgørende betydning, at de Allierede reagerede som forudset i de oprindelige planer, nemlig at den franske og britiske hovedstyrke trak sig nordpå for at forsvare Belgien. For at hjælpe med til at sikre denne forudsætning skulle den tyske Heeresgruppe B gennemføre et angreb mod Belgien og Holland og give indtryk af, at dette var hovedangrebet for derved at trække de allierede styrker mod øst ind i position til at blive omringet og fastholde dem der. For at opnå dette blev tre ud af de ti til rådighed stående panserdivisioner fortsat tildelt Heeresgruppe B.
Halder havde imidlertid ingen intentioner om at afvige fra de etablerede doktriver ved at tillade et uafhængigt strategisk gennembrud med de syv panserdivisioner fra Heeresgruppe A. Til Guderians store fortrydelse var dette element i første omgang fuldstændig taget ud af den nye plan, Aufmarschanweisung N°4, Fall Gelb, udsendt den 24. februar. Overskridelsen af floden Meuse ved Sedan skulle foretages af infanteridivisioner på den 8. dag af invasionen. Kun efter mange debatter blev dette ændret til, at de motoriserede infanteriregimenter fra panserdivisionerne kunne danne brohoveder på den 4. dag, så man vandt 4 dage. Selv herefter ville udbruddet og fremstødet mod Den engelske kanal først starte på den 9. dag, efter en pause på 5 dage, i hvilke et tilstrækkeligt antal infanteridivisioner kunne føres frem, så de kunne rykke frem sammen med de pansrede enheder i en sammenhængende masse.
Selv da den var tilpasset til mere konventionelle metoder, forårsagede den nye strategi en storm af protester fra hovedparten af de tyske generaler. De syntes, at det var fuldstændig uforsvarligt at skabe en koncentration af styrker på et sted, hvor de umuligt kunne få tilstrækkelige forsyninger, samtidig med at de utilstrækkelige forsyningsveje let kunne afskæres af franskmændene. Hvis de Allierede ikke reagerede som forventet, kunne den tyske offensiv ende i en katastrofe.
Deres indvendinger blev imidlertid ignoreret. Halder hævdede, at da Tysklands strategiske position i forvejen forekom håbløs, ville selv den mindste chance for en afgørende sejr veje tungere end det helt sikre nederlag, som ville følge af ikke at foretage sig noget. Tilpasningen medførte, at det ville blive lettere for de allierede tropper at undslippe mod syd. Halder pointerede, at i så fald ville Tysklands sejr blive endnu billigere, samtidig med at det ville blive et enormt slag mod de Allieredes omdømme at have ladt Holland og Belgien i stikken. Hertil kom, at Tysklands kampkraft i så fald stadig ville være intakt, så man kunne overveje straks efter at gennemføre Fall Rot, angrebet på Frankrig. En beslutning om noget sådant måtte imidlertid afvente den heldige gennemførelse af Fall Gelb. De detaljerede tyske operationsplaner dækkede rent faktisk kun de første 9 dage, og der var ikke nogen fastlagt tidsplan for fremstødet til Den Engelske Kanal. I overensstemmelse med traditionen med Auftragstaktik, ville meget blive overladt til hærcheferne i felten. Denne manglende afklaring ville få en enorm effekt på de faktiske hændelser.
I april 1940 igangsatte Tyskland af strategiske årsager Operation Weserübung, et angreb på de neutrale lande Danmark og Norge. Storbritannien, Frankrig og de frie polske styrker reagerede med en allieret kampagne i Norge til støtte for nordmændene.

## Allieret strategi
I september 1939 var Belgien og Holland stadig neutrale. De forsøgte at holde sig ude af krigen så længe som muligt ved at følge en streng neutralitetspolitik. Selv om de i hemmelighed lagde planer med de Vestallierede for det tilfælde, at tyskerne skulle invadere deres territorium, foretog de sig ikke noget åbenlyst for at forberede sig på en sådan situation. Den øverstkommanderende for den franske hær, Maurice Gamelin, foreslog på dette tidspunkt, at de Allierede skulle udnytte det faktum, at Tyskland var optaget af felttoget i Polen, og besætte Nederlandene inden Tyskland gjorde det. Dette forslag blev ikke fulgt af den franske regering.
I september 1939 blev der kun gennemført en skinoffensiv i Saar – for nominelt at have opfyldt forpligtelsen overfor Polen om at gennemføre et undsætningsangreb fra vest – franske soldater rykkede 5 km ind i Saar, inden de trak sig tilbage i oktober. På dette tidspunkt havde Frankrig opstillet 98 divisioner (hvoraf 70 var reservedivisioner og fæstningsstyrker) og 2.500 kampvogne mod de tyske styrker, som bestod af 43 divisioner (hvoraf 32 var reservedivisioner). Ifølge Wilhelm Keitel, som var chef for OKW, kunne den franske hær sagtens have gennembrudt den afskærmning, som de tyske tropper udgjorde.
Efter oktober blev det besluttet ikke at tage initiativet i 1940, selv om vigtige dele af den franske hær i 1930'erne var blevet formet, så de kunne gennemføre offensiv krigsførelse. De Allierede troede, at selv uden en østfront kunne den tyske regering destabiliseres gennem en blokade, som den var blevet det under 1. Verdenskrig. Hvis det tyske styre ikke brød sammen, en mulighed som lod til at blive mere og mere sandsynlig, i løbet af 1940, ville de allierede styrker blive moderniseret og udvidet gennem et storstilet program, som udnyttede de eksisterende fordele overfor Tyskland med hensyn til produktionskapacitet, og
der ville blive opbygget en overvældende motoriseret styrke, herunder ca. 25. panserdivisioner, der kunne gennemføre en afgørende offensiv i løbet af sommeren 1941. Hvis Holland og Belgien ikke inden da havde sluttet sig til den allierede sag, havde Vestmagterne til hensigt at krænke deres neutralitet om nødvendigt.
Naturligvis kunne tyskerne slå til først, og der måtte opstilles en strategi for denne mulighed. Hverken franskmænd eller briter havde forventet et så hurtigt polsk nederlag, og den hurtige tyske sejr var foruroligende. De fleste franske generaler gik ind for en meget forsigtig strategi. De anså det for klogt ikke at antage, at de tyske hensigter kunne forudses korrekt. En stor styrke skulle holdes i reserve på et centralt sted, nord for Paris, så den kunne være klar til enhver eventualitet. Hvis tyskerne skulle vælge den oplagte rute gennem Flandern skulle de først angribes i det nordlige Frankrig, når deres infanteri var udmattet, og de havde småt med forsyninger. Hvis de derimod prøvede at angribe centrum af den allierede front, ville den allierede reserve være ideelt placeret til at blokere den. Hvis tyskerne valgte at angribe gennem Schweiz, ville en stor reserve være den eneste måde at håndtere en sådan overraskelse på.

### Dyle planen
Gamelin afviste dette ræsonnement af flere årsager. For det første var det politisk utænkeligt at overlade Nederlandene til deres skæbne, uanset hvor fornuftigt det måtte være fra et operationelt standpunkt. Den britiske regering ville helt sikkert insistere på, at den flamske kyst skulle forblive under de Allieredes kontrol. Den anden grund var, at offensiven i 1941 ikke kunne blive en afgørende offensiv, hvis den skulle igangsættes fra Nordfrankrig mod tyske tropper forskanset i det centrale Belgien. Den tyske offensiv måtte stoppes så langt mod øst som muligt. Den tredje og for ham personligt vigtigste årsag var, at han ikke troede på, at den franske hær kunne vinde et mobilt slag mod den tyske hær. De franske infanteridivisioner var på daværende tidspunkt utilstrækkeligt motoriserede. Begivenhederne i Polen havde været en bekræftelse af hans holdning. En sådan konfrontation måtte undgås for enhver pris, og Gamelin ville sende sine bedste enheder og British Expeditionary Force nordpå for at standse tyskerne ved KW-linjen, en forsvarslinje som fulgte floden Dyle, øst for Bruxelles, i en sammenhængende tætpakket front, som forenede de britiske, belgiske og franske hære. Denne plan antog således, at tyskerne planlagde at koncentrere deres styrker der, hvor de kunne holdes forsynede på det bedre vejnet i det nordlige Belgien.
Gamelin havde ikke selv den fornødne indflydelse til blot at gennemføre sin vilje. Det første skridt, han tog, var at foreslå "Escaut" varianten som en mulighed for Plan D — kodenavnet for en fremrykning ind i nederlandene. Den var opkaldt efter floden i Flandern. At beskytte den flanderske kyst syntes at være det mindste, man kunne gøre, på den anden side skabte det en enorm flanke, hvilket viste, at det ville være klogere at forsvare den kortere Dyle-linje, hvilket præcis var indholdet af Gamelins næste forslag i november, efter at han var blevet sikker på, at belgierne kunne forsinke tyskerne tilstrækkeligt. Dette var imidlertid for indlysende. Hans anden "Dyle Plan" blev mødt af kraftig modstand, der ikke blev mindre, da nedstyrtningen den 10. januar 1940 bekræftede, at de tyske planer var i tråd med Gamelins forventninger. Også Lord Gort, øverstkommanderende for British Expeditionary Force, begyndte at forvente, at uanset hvad tyskerne kunne finde på i stedet, ville det ikke være det, som han oprindelig havde forventet. Den vigtigste indvending var, at manøvren var meget risikabel. De allierede styrker måtte gennemføre deres fremrykning og bygge befæstninger, inden tyskerne nåede frem til linjen, hvilket der knap nok var tid til at gennemføre. Når de var kommet i stilling, ville de have problemer med at reagere på tyske strategiske overraskelser, fordi deres brændstofforsyninger måtte fyldes op. Det næste problem var, at denne linje var meget sårbar overfor det vigtigste tyske våben, den store styrke af taktiske bombefly. Der var intet, som lod til at kunne forhindre dem i at gennembryde linjen ved hjælp af massive bombardementer og hermed tvinge den franske hær til kamp udenfor forberedte stillinger.
Gamelin imødegik med succes disse argumenter ved at gøre den tilsyneladende rimelige antagelse, at tyskerne ville forsøge et gennembrud ved at koncentrere deres motoriserede styrker. De kunne dårligt gøre sig håb om at gennembryde Maginot-linjen på hans højre flanke eller overvinde den allierede koncentration af styrker på venstre flanke. Det efterlod kun centrum, men det meste af centrum var dækket af floden Meuse. Kampvogne var ubrugelige til at besejre befæstede flodstillinger. Men ved Namur havde floden et skarpt knæk mod øst, hvilket skabte et hul mellem den og floden Dyle. Dette hul ved Gembloux var ideelt for motoriseret krigsførelse og var et meget farligt svagt punkt. Gamelin besluttede at koncentrere halvdelen af sine pansrede reserver her. Ved således at antage, at det afgørende punkt i kampagnen ville antage skikkelse af et gigantisk panserslag, undgik han problemet med de taktiske tyske bombefly, idet luftangreb blev anset for mindre effektive mod mobile pansrede enheder, hvis kampvogne ville være svære at ramme. Selvfølgelig kunne tyskerne forsøge at bryde igennem stillingen ved Meuse ved brug af infanteri, men det kunne kun gennemføres med massiv artilleristøtte, og den gradvise opbygning af denne ville give Gamelin rigelig tid til at forstærke Meuse linjen.
I løbet af de første måneder af 1940 voksede den franske hær til stadighed i størrelse og beredskab, og Gamelin begyndte at føle sig tilstrækkelig sikker til at foreslå en noget mere ambitiøs strategi. Han havde ingen intentioner om at angribe de tyske befæstninger i Siegfried-linjen frontalt i 1941, men planlagde i stedet at omgå den nordfra, ligesom det var Bernard Montgomerys plan fire år senere med operation Market Garden. For at kunne gøre det, var det mest praktiske, at han allerede havde fodfæste på Rhinens nordlige bred, så han ændrede sine planer således, at en fransk hær skulle fastholde en forbindelse nordpå fra Antwerpen til Hollands nationale fæstningsområde. Han tildelte sine eneste strategiske reserve, eliteenheden 7. arme, denne opgave. Hans eneste reserver bestod nu af enkeltstående divisioner. Igen var der stor modstand mod denne "Dyle-Breda-Plan" indenfor den franske hær, men Gamelin fik stærk støtte fra den britiske regering, fordi Holland selv var en ideel base for en tysk bombekampagne mod England.

## Styrker og deres placering

### Tyskland
Tyskland havde opstillet en hær på omkring 3 mio. mand til slaget. Mellem 1919 og 1935 havde der ikke været værnepligt i Tyskland på grund af betingelserne i Versailles-traktaten, og i maj 1940 havde kun 79 ud af de i alt 157 indkaldte divisioner fuldført deres træning. Yderligere 14 var til trods herfor placeret ved fronten, især i Arme Gruppe C og mod Holland. Udover disse i alt 93 frontlinjedivisioner (heraf 10 pansrede og 6 motoriserede) var der også 39 af OKH's reservedivisioner i vest, omkring en tredjedel af dem ville ikke blive indsat i kamp. Omkring en fjerdedel af kamptropperne var veteraner fra 1. Verdenskrig, ældre end 40 år.
De tyske styrker i vest kunne i maj og juni råde over ca. 2.700 kampvogne og selvkørende artilleri, inklusive materielreserver. Omkring 7.500 stykker artilleri var til rådighed med ammunitionslagre til 6 ugers kamp. Luftwaffe delte sine styrker i to grupper. 1.815 kampfly, 487 transportfly og 50 svævefly skulle understøtte Heeresgruppe B, mens yderligere 3.286 kampfly skulle understøtte Heeresgruppe A og C.
Den tyske hær var delt i tre armegrupper:
- Heeresgruppe A under kommando af Gerd von Rundstedt bestod af 45½ divisioner herunder syv pansrede. Den skulle udføre den afgørende bevægelse, skære som en segl – gennem det allierede forsvar i Ardennerne. Den bestod af tre armeer: 4., 12. og 16. Den havde tre panserkorps. Det ene, XV Korps, var tildelt 4. arme. De andre to — XXXXI Korps og 2. motoriserede infanteridivision og XIX Korps — var samlet, sammen med XIV Korps der bestod af to motoriserede infanteridivisioner i en uafhængig operationel enhed, Panzergruppe Kleist. Det blev gjort for bedre at kunne koordinere fremrykningen til Meuse floden. Når først brohovederne var blevet etableret, skulle de deles mellem 12. og 16. arme, og Panzergruppe Kleist opløses.

- Heeresgruppe B under Fedor von Bock, bestod af 29½ divisioner, herunder tre pansrede, og havde til opgave at trænge gennem Nederlandene og lokke de nordlige allierede enheder ind i en lomme. Den bestod af 18. og 6. arme.

- Heeresgruppe C bestod af 18 divisioner under Wilhelm Ritter von Leeb, og havde til opgave at forhindre en omgående bevægelse fra øst og skulle indlede små angreb mod Maginot-linjen og den øvre Rhin for at fastholde de franske styrker. Den bestod af 1. og 7. arme.

### De Allierede
På grund af en lav fødselsrate, som yderligere var faldet under 1. Verdenskrig, havde Frankrig en alvorlig mandskabsmangel set i forhold til det samlede befolkningstal – som desuden kun var omkring det halve af det tyske. For at kompensere herfor havde Frankrig mobiliseret omkring en tredjedel af den mandlige befolkning i aldersgruppen mellem 20 og 45, hvilket bragte de væbnede styrker op på over 6 mio. – mere end den samlede tyske Wehrmachts 5,4 mio. Kun 2,2 mio. af disse gjorde imidlertid tjeneste i hærenhederne i nord, men det samlede tal kom op på 3,3 mio. på grund af de britiske, belgiske og hollandske styrker i området.
Den 10. maj 1940 var der 93 franske, 22 belgiske, 10 britiske og 9 hollandske divisioner – i alt 134 divisioner i området. Af disse var 6 pansrede divisioner og 24 motoriserede. 22 var under uddannelse eller var opstillet til at klare nødsituationer under kampagnen. Heri var ikke medregnet genskabte enheder, herunder to polske og en tjekkisk division. Udover hele divisioner havde de Allierede mange uafhængige mindre infanterienheder. Hollænderne havde, hvad der svarede til 8 divisioner i uafhængige brigader og bataljoner. Franskmændene havde 29 uafhængige fæstningsinfanteriregimenter. Af de franske divisioner var 18 bemandet med frivillige fra kolonierne. 19 divisioner bestod af B-divisioner, dvs. enheder, som havde været fuldt uddannede engang, men som indeholdt en stor andel af mænd over 30 og havde behov for genoptræning efter mobilisering. De bedst trænede allierede styrker var de britiske divisioner, som var fuldt motoriserede og havde en høj andel af professionelle soldater. De ringeste var de dårligt udrustede hollandske tropper.
De allierede enheder havde en styrke på omkring 3.000 moderne kampvogne og selvkørende artilleri den 10. maj. Yderligere 1.200 blev sendt i kamp i nye enheder eller fra materielreserverne. Omkring 1.700 forældede Renault FT-17 kampvogne blev sendt til fronterne, således at det samlede antal blev omkring 5.800. De havde omkring 14.000 stykker artilleri. De havde således en klar numerisk overvægt på landjorden, men de Allierede var underlegne i luften. Den franske Armee de l'Air havde 1.562 fly og RAF Fighter Command indsatte 680 fly, mens Bomber Command bidrog med 392 fly i operationer. De fleste allierede fly var af forældede modeller, blandt jagerstyrkerne var det kun de britiske Hawker Hurricane og de franske Dewoitine D.520, der kunne hamle op med de tyske Messerschmitt Bf 109 på noget der mindede om lige fod.
I begyndelsen af Fall Rot havde den franske flyindustri nået en betydelig produktion og havde en beregnet materiel reserve på næsten 2.000. Kronisk mangel på reservedele reducerede værdien af dette lager. Kun 599 eller 29 % af flyene var startklare, heraf 170 bombefly.
De franske styrker i nord bestod af tre armegrupper: 2. og 3. forsvarede Maginot-linjen i øst. 1. armegruppe under Gaston-Henri Billotte var placeret mod vest og skulle gennemføre fremrykningen til Nederlandene. Ved kysten lå 7. arme, som var forstærket med en pansret kavaleridivision, som skulle rykke til Holland via Antwerpen. Derefter kom der 9 britiske divisioner fra BEF, som skulle placeres til højre for den belgiske hær i Dyle linjen. Dernæst var der den 1. arme, som skulle holde hullet ved Gembloux – forstærket af to pansrede kavaleridivisioner og med en pansret infanteridivision i reserve. Den sydligste, der skulle flyttes, var 9. arme, som skulle dække hele Meuse området mellem Namur og Sedan. Ved Sedan skulle 2. arme fungere som hængsel og forblive i sine stillinger.
1. Armegruppe bestod af 35 franske divisioner. De sammenlagt 40 divisioner fra andre allierede i området bragte den samlede styrke op på niveau med de samlede styrker i de tyske Arme Gruppe A og Arme gruppe B, men de første stod kun overfor 18 divisioner i 9. og 2. arme, og ville således have en stor lokal overvægt. Til at forstærke en truet sektor havde Gamelin 16 divisioner i strategisk reserve, som kunne disponeres af den øverstbefalende, heraf to pansrede. Disse var kun reserve divisioner i ordets operationelle forstand, de fleste af dem bestod af tropper af høj kvalitet – de fleste af dem havde været aktive divisioner i fredstid – og kunne således ikke sammenlignes med de tyske reservedivisioner, som var halvvejs optrænede.
Forvirrende er det, at alle mobiliserede franske divisioner officielt var klassificeret som A eller B reservedivisioner, selv om de fleste af dem gjorde tjeneste i front armeer.

## Maj:Fall Gelb, angrebet på Nederlandene og det nordlige Frankrig

### Angrebet i nord
Tyskland indledte Fall Gelb angrebet om aftenen og natten før den 10. maj. I løbet af aftenen den 9. maj besatte tyske styrker Luxembourg I løbet af natten iværksatte Heeresgruppe B sin skinoffensiv ind i Holland og Belgien. Faldskærmstropper fra den tyske 1. Faldskærmsdivision og 22. Luftlandedivision under Kurt Student gennemførte om morgenen landinger ved Haag og på vejen til Rotterdam samt mod det belgiske Fort Eben-Emael for at lette Heeresgruppe B's fremmarch.
Den franske overkommando reagerede øjeblikkeligt og sendte dens 1. Armegruppe nordpå i overensstemmelse med Plan D. Med dette træk indsatte de deres bedste styrker, reducerede deres kampkraft ved at reducere hvor klar de var til kamp, samt reducerede deres mobilitet ved at reducere deres olieforråd. Samme aften krydsede 7. arme den hollandske grænse, blot for at opdage at de hollandske tropper allerede var på fuld retræte. De franske og britiske luftvåben var mindre effektive end deres generaler havde ventet, og Luftwaffe fik hurtigt skabt luftoverlegenhed, hvilket fratog de Allierede deres mulighed for luftrekognoscering og hurtigt ødelagde de Allieredes kommunikation og koordination.

#### Holland
Luftwaffe var sikret luftoverlegenheden over Holland. Det hollandske luftvåben bestod af 144 kampfly, hvoraf halvdelen blev ødelagt i løbet af krigens første dag. Resten blev spredt og skød kun en håndfuld tyske fly ned. I alt fløj det hollandske luftvåben 332 missioner og mistede 110 fly.
Den tyske 18. arme sikrede sig alle de strategisk vigtige broer i og omkring Rotterdam, hvilket gennembrød de hollandske forsvarslinjer og omgik sydfra den hollandske linje ved digerne. En operation som Luftwaffe havde organiseret på egen hånd om at erobre den hollandske regeringsby – Slaget om Haag – gik fuldstændig i vasken.
Flyvepladserne rundt om byen (Ypenburg, Ockenburg og Valkenburg) blev erobret med store tab af mennesker og transportfly, blot for at gå tabt samme dag som følge af modangreb fra to hollandske reservedivisioner. Hollænderne dræbte eller tog 1.745 faldskærmsjægere til fange og sendte 1.200 fanger til England. Luftwaffes transportgruppe led også store tab. Det kostede den et tab på 125 Ju 52-fly foruden 47 beskadigede at transportere de tyske faldskærmstropper, hvilket svarede til halvdelen af hele styrken. De fleste af disse transportfly blev ødelagt på jorden og nogle mens de prøvede på at lande under beskydning, da de tyske styrker ikke i tilstrækkelig grad havde sikret flyvepladser og landingsområder.
Det lykkedes ikke for den franske 7. arme at blokere den tyske 9. panserdivision, så den nåede den 13. maj frem til Rotterdam. Samme dag trak hollænderne sig tilbage fra Grebbe linjen til den nye linje ved digerne, da en modoffensiv, der skulle stoppe det tyske gennembrud, var slået fejl.
Den hollandske hær, som stadig stort set var intakt, overgav sig om aftenen den 14. maj, efter Bombardementet af Rotterdam med Heinkel He 111 fly fra Kampfgeschwader 54. Hollænderne anså deres strategiske situation for håbløs, og frygtede en yderligere ødelæggelse af de store hollandske byer. Kapitulationen blev underskrevet den 15. maj. De hollandske tropper i Zeeland og i de hollandske kolonier fortsatte kampen, mens Dronning Wilhelmina dannede en eksilregering i Storbritannien.

#### Centrale Belgien
Tyskerne fik let luftherredømmet over Belgien. De havde gennemført detaljeret luftrekognoscering af det belgiske område og ødelagde 83 ud af de 179 fly i Aeronautique Militaire indenfor de første 24 timer. Belgierne kom til at flyve 77 operationelle missioner, men kom ikke til at bidrage noget videre til kampagnen i luften. Luftwaffe havde sikret sig luftherredømmet over Nederlandene.
Da Heeregruppe B var blevet svækket så meget, sammenlignet med tidligere planer, var det tyske skinangreb fra 6. arme i fare for at gå i stå med det samme, fordi de belgiske forsvarsstillinger langs Albert kanalen var meget stærke. Den vigtigste adgangsvej var spærret af Fort Eben-Emael, en stor fæstning, som dengang blev betragtet som den mest moderne i verden. Den kontrollerede området hvor Meuse og Albert kanalen mødes. Enhver forsinkelse kunne bringe hele kampagnen i fare, fordi det var af afgørende betydning at de Allieredes hovedstyrke var i kamp inden Heeresgruppe A etablerede sine brohoveder.
For at overvinde denne vanskelighed valgte tyskerne en ukonvensionel løsning i Slaget ved Fort Eben-Emael. I de tidlige timer af den 10. maj landede svævefly på toppen af Fort Eben-Emael og landsatte angrebsgrupper som ødelagde de store kanoner med hulladninger. Broerne over kanalen blev erobret af tyske faldskærmstropper. Chokerede over gennembruddet i deres forsvar, netop der hvor det havde virket stærkest, trak den belgiske overkommando sine divisioner til KW-linjen fem dage tidligere end planlagt.
På det tidspunkt var BEF og den franske 1. Arme endnu ikke gået i stilling. Da Erich Hoepner's XVI Panserkorps, der bestod af den 3. og 4. panserdivision havde overskredet broerne, som var slået i retning af hullet ved Gembloux lod dette til at være en bekræftelse af den franske overkommandos forventninger om, at det tyske Schwerpunkt – tyngden i det tyske angreb – ville ligge her. De to franske pansrede kavaleridivisioner 2. og 3. DLM (Division Légère Mécanique, blev beordret frem for at møde de tyske kampvogne og dække 1. Arme mens den gravede skyttegrave. Det resulterende slag ved Hannut den 12. og 13. maj var med 1.500 deltagende tanks det største kampvognsslag indtil da.
Franskmændene hævdede, at de havde ødelagt 160 tyske tanks og selv mistede 91 Hotchkiss H35 og 30 Somua S35 tanks, som blev ødelagt eller erobret. Da tyskerne havde kontrollen over slagmarken efter slaget kunne de indsamle og efterfølgende reparere mange af deres tanks: Der var 49 tanks, som ikke kunne repareres: 20 fra 3. og 29 fra 4. panserdivision. De tyske tanks havde meget betydelige nedbrudsrater, hvilket gjorde det umuligt at vurdere det faktiske antal tanks, som blev sat ud af spillet af franskmændene.
På andendagen lykkedes det tyskerne at gennembryde den franske skærm af tanks, som den 14. maj blev trukket tilbage i god orden, efter at have vundet tilstrækkelig tid til at 1. Arme kunne grave sig ned. Imod sine ordrer forsøgte Hoepner den 15. maj at bryde igennem den franske linje, hvilket var den eneste gang tysk panser angreb frontalt mod en stærkt befæstet fjendtlig stilling. Angrebet blev slået tilbage af 1. marokkanske infanteridivision, hvilket kostede 4 panserdivision yderligere 42 tanks, hvoraf 26 ikke kunne repareres.. Denne defensive sejr for franskmændene var imidlertid allerede blevet betydningsløs af begivenhederne længere mod syd.

### Centrum
I centrum blev den tyske Heeresgruppe A forsinket af motoriseret belgisk infanteri og lette franske kavaleridivisioner (Divisions Légères de Cavalerie) som rykkede ind i Ardennerne. Disse styrker havde imidlertid ikke tilstrækkelige anti-tank til at blokere det overraskende store antal tyske tanks, som de kom op imod, og de gav hurtigt efter og trak sig tilbage over Meuse. Det tyske fremstød var imidlertid alvorligt hæmmet af det store antal tropper, som prøvede at trænge sig frem ad de dårlige veje. Tidsskemaet viste sig at have været vildt optimistisk, og snart dannedes der trafikpropper, som strakte sig østpå over Rhinen, og som ville vare i næsten to uger. Dette gjorde Heeresgruppe A meget sårbar overfor franske luftangreb, men der kom ikke nogen. Selv om Gamelin godt var klar over situationen var den franske styrke af taktiske bombefly alt for svag til at udfordre den tyske luftoverlegenhed så tæt på den tyske grænse. Den 11. maj beordrede Gamelin mange reservedivisioner til at forstærke Meuse sektoren. På grund af faren fra Luftwaffe kunne bevægelser med jernbanen kun foregå om natten, men franskmændene følte ikke at den tyske opbygning af styrker udgjorde en overhængende fare, da den gik så langsomt.
De forreste tyske styrker nåede Meuse linjen sent om eftermiddagen den 12. maj. For at tillade hver af de tre armeer i Heeresgruppe A at krydse floden skulle der etableres tre større brohoveder: ved Sedan mod syd, ved Monthermé 20 km nordvest herfor og ved Dinant, yderligere 50 km nordpå. De førstankommende enheder havde dårligt nok lokal overlegenhed, deres allerede utilstrækkelige artilleristøtte var yderligere begrænset af at de kun havde 12 skud i gennemsnit til deres kanoner.

### Sedan
Ved Sedan bestod Meuse linjen af et stærkt forsvarsbælte, 6 km dybt og opbygget efter de mest moderne principper for zoneforsvar på skråninger, der vendte ned mod Meuse dalen og forstærket af 103 bunkers bemandet af 55. infanteridivision. Dette var kun en grad "B" reservedivision, men der var allerede ved at ankomme forstærkninger. Om morgenen den 13. maj blev 71. infanteridivision indsat i linjen øst for Sedan, hvilket gjorde det muligt for 55. infanteridivision at indskrænke sin linje med en tredjedel og forøge dybden i forsvarsbæltet til 10 km. Den havde også overlegenhed i artilleri i forhold til de tyske enheder den 13. maj
 Den franske overkommando ventede at tyskerne kun ville angribe en så formidabel forsvarslinje når der var opbygget en stor infanteri og artilleristyrke, en koncentration som tilsyneladende ikke kunne opnås inden den 20. maj, i betragtning af trafikpropperne – en dato som var i overensstemmelse med Halders oprindelige vurdering. Det kom som en fuldstændig overraskelse, da forsøg på at krydse floden blev gjort på invasionens fjerde dag.
Den 13. maj krydsede det tyske XIX armekorps floden tre steder ved Sedan med de motoriserede infanterienheder fra 1. 2. og 10. Panzerdivision understøttet af elite infanteriregimentet Großdeutschland. I stedet for langsomt at koncentrere artilleri, som franskmændene havde ventet, koncentrerede tyskerne det meste af deres styrke af taktiske bombefly om at slå hul i en snæver sektor af de franske linjer ved tæppebombning suppleret med angreb på udvalgte mål med Stuka styrtbombefly. Hermann Göring havde lovet Guderian at der ville være en usædvanlig kraftig luftstøtte i form af et 8 timers vedvarende luftangreb fra kl. 8 indtil aftenskumringen. Luftflotte 3, med støtte fra Luftflotte 2 udførte det kraftigste luftbombardement verden endnu havde oplevet og det mest intense som Luftwaffe gennemførte i krigen. . Luftwaffe indsatte to Stukageschwader i angrebet og de fløj 300 missioner mod franske stillinger. Stukageschwader 77 fløj alene 201 individuelle missioner.
Af de 9 indsatte Kampfgeschwader (mellemstore bombefly) blev der fløjet i alt 3.940 missioner, ofte i Gruppe formation (dvs. flere eskadriller samlet).
De forreste delinger og bunkers i 147. infanteriregiments område blev ikke påvirket nævneværdigt af bombardementet og holdt deres stillinger gennem det meste af dagen. Først på dagen afviste de overgangsforsøgene fra 2. og 10. Panzerdivision på deres venstre og højre side, men i midten af floden var der et hul i linjen af bunkers. Sidst på eftermiddagen brød Großdeutschland igennem på dette sted og var hurtig til at udnytte muligheden. Den dybe franske forsvarszone var blevet designet til at besejre netop denne form for infiltrations taktik, men det viste sig at moralen i 55. infanteridivision var blevet brudt af det voldsomme tyske luftangreb. Tropperne var blevet slået på flugt, eller var så fortumlede at de ikke kunne gøre effektiv modstand. Tropperne i de franske artilleribatterier var flygtet, og det skabte det indtryk blandt de resterende tropper i 55. infanteridivisions forsvarslinje at de var isolerede og fortabt. De flygtede også sent på aftenen, med et tab på flere hundrede til følge det tyske infanteri var trængt op til 8 km ind i den franske forsvarszone – selv om hovedparten af infanteriet slet ikke havde krydset floden endnu. En stor del af successen skyldtes blot seks delinger, fortrinsvis ingeniørtropper.
Den forvirring, som var begyndt ved Sedan spredtes ned langs de franske linjer af grupper af hærgede og retirerende soldater. I løbet af natten gik det 295. infanteriregiment fra 55. infanteridivision, som holdt det sidste stykke af den forberedte forsvarslinjen på Bulson bakkekammen i panik på grund af et falsk rygte om at tyske tanks allerede stod bag dens stillinger. Regimentet flygtede og skabte et hul i de franske forsvarsstillinger, inden blot en enkelt tysk tank havde krydset floden. Denne "panik fra Bulson" omfattede også divisionens artilleri, således at overgangsstederne ikke længere kunne nås af de franske artilleribatterier.
Om morgenen den 14. maj gennemførte to franske kampvognsbataljoner med FCM 36 tanks og reserveregimentet fra 55. infanteridivision et modangreb mod det tyske brohoved. Det blev slået tilbage ved Bulson af de første tyske panser og anti-tank enheder, som var blevet hastet over floden fra kl. 7.20 på den første pontonbro.
General Gaston-Henri Billotte, lederen af 1er Groupe des Armées hvis højre flanke var forankret ved Sedan, bad indtrængende om at brohovederne over Meuse måtte blive ødelagt ved luftangreb, idet han var overbevist om at "over dem ville enten passere sejr eller nederlag!".
 Den dag blev samtlige kampklare allierede lette bombefly sat ind i et forsøg på at ødelægge de tre broer, men trods store tab for RAF lykkedes det ikke at ramme dem. RAF Advanced Air Striking Force under kommando af Air Vice-Marshal Patrick Playfair, stod for hovedparten af angrebene. Planen var at RAF skulle indsætte deres bombefly i angrebet samtidig med at de fik beskyttelse fra de franske jagereskadriller. De britiske bombefly fik kun utilstrækkelig beskyttelse og som følge heraf blev 21 franske jagere og 48 britiske bombefly skudt ned af Oberst Gerd von Massow's Jagdfliegerführer 3 Jagdgruppen. De britiske tab svarede til 44 % af den samlede styrke. Det franske Armée de l'Air forsøgte også at standse de tyske pansrede kolonner, men den lille franske styrke af bombefly var blevet kraftigt formindsket i de forudgående dage og kun en snes fly kunne deltage i angrebet på disse vigtige mål. To franske bombefly blev skudt ned. Det tyske antiluftskyts bestod af 198 88 mm, 54 37 mm og 81 20 mm kanoner og de stod for halvdelen af nedskydningerne. På blot en dag havde de Allierede mistet 90 bombefly. Det blev i Luftwaffe husket som "Jagernes dag".
Lederen af XIX Armekorps, Heinz Guderian, havde den 12. maj antydet at han ville udvide brohovedet til mindst 20 km. Hans overordnede Ewald von Kleist havde imidlertid beordret ham til at begrænse det til højest 8 km. Den 14. maj klokken 11.45 bekræftede von Rundstedt denne ordre, som grundlæggende indebar at kampvognene nu skulle til at grave sig ned i forsvarspositioner. Ikke desto mindre valgte Guderian straks at bryde ordren og udvidede brohovedet mod vest og syd.
I den oprindelige von Manstein Plan skulle der, som Guderian havde foreslået det, udføres sekundære angreb mod sydøst, bag om Maginot-linjen for at forvirre den franske overkommando.
Dette element var blevet fjernet af Halder. Guderian sendte nu 10. panserdivision og Großdeutschland sydpå for at gennemføre netop sådant et skinangreb, ad den eneste mulige vej sydpå over Stonne plateauet. Chefen for den franske 2. Arme, general Charles Huntzinger, planlagde at bruge det samme sted til et modangreb med den pansrede 3e Division Cuirassée de Réserve for at eliminere brohovedet. Det førte til pansersammenstød. Begge sider prøvede forgæves at rykke frem i voldsomme angreb fra den 15. til 18. maj. Landsbyen Stonne skiftede hænder mange gange. Huntzinger betragtede det i det mindste som en defensiv succes og begrænsede sin indsats for at beskytte sin flanke. Om aftenen den 16. maj trak Guderian 10. panserdivision tilbage fra denne indsats. Han havde fundet et bedre mål for denne division.
Guderian havde drejet sine andre to panserdivisioner (1. og 2. panserdivision) skarpt mod vest den 14. maj. Om eftermiddagen den 14. maj var der stadig en chance for franskmændene til at angribe den således udsatte flanke for 1. panserdivision inden 10. panserdivision havde udfyldt hullet, men denne mulighed blev spildt, da et planlagt angreb fra 3e Division Cuirassée de Réserve blev forsinket fordi divisionen ikke var klar til tide.
Den 15. maj spredte Guderians motoriserede infanteri i kraftige kampe forstærkningerne fra den nyformede franske 6. arme i deres samlingsområde vest for Sedan, og gennemskar den sydlige flanke af den franske 9. arme med 40 km og tvang den 102. franske sætningsdivision til at forlade sine stillinger, som blev blokeret af tanks fra XVI armekorps ved Monthermé. Mens den 2. franske arme var blevet alvorligt medtaget, og havde gjort sig selv ukampdygtig var den 9. arme begyndt fuldstændig at falde sammen, for i Belgien var også dens divisioner, som ikke havde haft tid til at befæste deres stillinger, blevet presset tilbage fra floden af det stadige pres fra det tyske infanteri, hvilet gav den ubesindige Erwin Rommel mulighed for at bryde igennem med sin 7. panserdivision. En fransk panserdivision 1er Division Cuirassée de Réserve blev sendt af sted for at blokere ham, men ved at rykke usædvanlig hurtigt frem overraskende han den mens den fik påfyldt brændstof den 15. maj og spredte den, trods nogle tab forårsaget af de tunge franske tanks.

### Blitzkrieg
Slaget om Frankrig betegnes ofte som det første eksempel på Blitzkrieg taktik. Blitzkrieg - "lynkrig" - kan defineres som besejring af fjenden ved hjælp af omslutning udført af motoriserede styrker med overvældende støtte fra luften, hvilket fører til et operationelt kollaps. Von Manstein havde bestemt forestillet sig en strategisk omslutning; men de tre infanteridivisioner som fulgte efter panserkorpset var der ikke blot for at konsolidere det vundne. Det var omvendt. I den tyske overkommandos øjne havde panserkorpset nu udfyldt en præcis beskrevet opgave. Deres motoriserede infanteri havde sikret overgangen over floden og kampvognsregimenterne havde sikret en dominerende stilling. Nu skulle der konsolideres, og infanteridivisionerne skulle have plads til at gennemføre det rigtige slag, måske et klassisk "kedelslag", hvis fjenden valgte at forblive mod nord, eller måske et konfrontationsslag, hvis de valgte af forsøge at undslippe mod syd. I begge tilfælde ville den store masse af tyske divisioner – både panser og infanteri – samarbejde om at nedkæmpe fjenden, i overensstemmelse med den fastlagte doktrin. Det var ikke panserkorpsets opgave at frembringe fjendens kollaps alene.
Den 16. maj ignorerede både Guderian og Rommel de ordrer, de havde fået, og rykkede deres divisioner mange kilometer mod vest, så hurtigt de kunne. Guderian nåede Marle, 80 km fra Sedan. Rommel krydsede floden Sambre ved Le Cateau, 100 km fra hans brohoved, Dinant. Mens ingen vidste, hvor Rommel var henne (han var rykket så hurtigt frem, at han var udenfor radioens rækkevidde, hvilket gav hans 7. panserdivision tilnavnet "spøgelsesdivisionen") fløj en rasende von Kleist ud til Guderian om morgenen den 17. maj og efter et ophidset skænderi fratog han ham kommandoen. Denne ordre nægtede Gerd von Rundstedt at bekræfte.
Det har vist sig vanskeligt at forklare de to generalers handlinger. Rommel blev tvunget til at begå selvmord inden krigen sluttede, og fik således aldrig lejlighed til at forklare sine handlinger. Efter krigen hævdede Guderian at have handlet på eget initiativ, og så at sige have opfundet Blitzkrieg på stedet. Nogle historikere har siden hævdet, at det var tomt pral, og afvist enhver grundlæggende afvigelse fra den daværende tyske operationelle doktrin, og nedspillet konflikten til at være en meningsforskel omkring timing og påpeget, at Guderians påstand ikke stemmer overens med hans påståede rolle som profet for Blitzkrieg allerede inden krigen. I sine skrifter fra før krigen afviser han imidlertid direkte muligheden af strategisk omringning alene ved hjælp af motoriserede styrker, idet han hævder, at de ikke var tilstrækkelige til at sikre et operationelt kollaps. Der er heller ingen eksplicit reference til en sådan taktik i de tyske slagplaner.
Guderian havde sagt til soldaterne: "Jeg kræver af jer, at I holder jer vågne i mindst tre døgn, når det er nødvendigt." Og det blev det, for kun hvis tyskerne nåede frem til Sedan og fik krydset Maas i løbet af tre døgn, kunne de nå Nordfrankrig hurtigere end hovedparten af den franske armé, der befandt sig nordpå i Belgien og langsmed Maginot-linjen sydpå. Nat til 11. maj fik de tyske soldater derfor uddelt metamfetaminpiller; Wehrmacht havde bestilt 35 millioner metamfetaminpiller til invasionen. Efter tyve minutter udløste neurotransmittere et kemisk uvejr i hjernen. Blodtrykket steg med 25 %, stemningslejet blev euforisk. De behøvede ikke søvn; de nåede Sedan efter tre døgn; og nogle timer senere havde 60.000 mand, 850 stridsvogne og 22.000 køretøjer krydset Maas. Marc Bloch beskrev det sådan, at tyskerne "troede på handling og det uforudsete. Vi baserede os på immobilitet og det velkendte...vore hjerner var indstillet på en altfor langsom rytme." På mindre end 100 timer vandt tyskerne større områder end i løbet af fire år i 1. verdenskrig.
Netop Rommels uvidenhed om stridsvogne ansporede ham til at rykke frem på et fuldstændigt ukonventionelt vis under invasionen. Han ledede 7. panserdivision, som om den var en stødtrop, og ventede ikke på etableringen af brohoveder, men fik stridsvognene over på færger - og det virkede. Han kørte og kørte og kørte, og hans overordnede, general Hoth, kom ingen vegne med sine stopordrer; for Rommel var allerede kørt videre, når ordren nåede feltkommandoposten. Selv midt om natten stormede han videre, fyrede løs på befæstede stillinger i forbifarten som en bersærk, og lamslog franskmændene, der aldrig havde øvet på noget lignende. Nat til 17. maj nærmede han sig den franske nordkyst og kom farende, efter at flere tyske divisioner havde slået lejr og var gået til ro. Rommel, der indtog metamfetamin, som om det var hans "daglige brød", rasede ufortøvet tværs gennem lejren, stående oprejst i kommandostridsvognen mellem to stabsofficerer, efterladende ti km med stridsvogne og køretøjer skubbet ned i grøfterne, delvis knust og med døde og sårede landsmænd i. I Frankrig begyndte tyskerne gradvis at tro på NS-propagandaen om, at de var bedre end andre. Euforien, der skabes ved metamfetaminbrug, bestyrkede denne fejlopfattelse. Og faktisk havde de fejet fjenden til side, og stod pludselig 150 km fra Paris, uden nogen fransk hær til at forsvare byen. Guderian talte om fremrykningen som et under; men i virkeligheden var der tale om lynkrigprincippet i kombination med rusmidlet metamfetamin.

### De allieredes reaktion
Panserkorpset sagtnede nu deres fremrykning betydeligt, men havde placeret sig i en meget sårbar position. De var strakt ud over en lang strækning, udmattede og manglede brændstof. Mange tanks var brudt sammen. Der var et farligt hul mellem dem og infanteriet. Et beslutsomt, allieret modangreb med en stor frisk motoriseret styrke kunne have afskåret og nedkæmpet dem.
Den franske overkommando havde fået benene slået væk af chokket over den pludselige offensiv og var ramt af en følelse af defaitisme. Om morgenen den 15. maj tog den franske premierminister Paul Reynaud telefonisk kontakt til den nye premierminister i Storbritannien Winston Churchill og sagde "Vi er blevet besejret, vi er slået, vi har tabt slaget". Churchill forsøgte at berolige Reynaud og mindede ham om de gange, tyskerne havde gennembrudt Ententens linjer i 1. verdenskrig, blot for at blive stoppet, men Reynaud var utrøstelig.
Churchill fløj til Paris den 16. maj. Han indså straks situationens alvor, da han så at den franske regering allerede var i færd med at brænde sine arkiver og forberede en evakuering af hovedstaden. I et alvorligt møde med de franske øverstkommanderende spurgte Churchill general Gamelin, "Où est la masse de manoeuvre?" ["Hvor er den strategiske reserve?"] som havde reddet Paris i 1. verdenskrig. "Aucune" ["Der er ingen,"] svarede Gamelin. Senere beskrev Churchill denne besked som den mest chokerende i hans liv. Churchill spurgte Gamelin hvornår og hvor han ville iværksætte et modangreb mod de tyske flanker. Gamelin svarede blot "utilstrækkelighed i antal, utilstrækkelighed i udstyr, utilstrækkelighed i metoder".
Gamelin havde ret: de fleste reservedivisioner var nu i indsats. Den eneste panserdivision, der stadig var i reserve, 2eme Division Cuirassée de Réserve angreb den 16. maj. De franske panserdivisioner i infanteriet var trods deres navn meget specialiserede offensive divisioner, som havde deres styrke i angreb mod befæstede stillinger. De kunne være ganske nyttige ved forsvar, hvis de var nedgravede, men havde meget begrænset nytte i et konfrontationsslag. De kunne ikke gennemføre kombineret infanteri-kampvognstaktik, fordi de ikke havde større motoriserede infanterienheder. Derudover var deres taktiske mobilitet var ringe, fordi de tunge Char B1 bis, den primære kampvogn, som havde slugt halvdelen af det franske tankbudget, måtte optankes to gange om dagen. Så 2eme Division Cuirassée de Réserve delte sig op i en skærm hvis små underenheder kæmpede tappert – men uden at have nogen strategisk effekt.
Nogle af de bedste enheder mod nord havde indtil nu kun været sporadisk i kamp. Havde de været holdt i reserve, kunne de have været brugt til et afgørende modangreb. Men de havde mistet meget af deres kampkraft blot ved at blive flyttet nordpå. Ved at haste sydpå igen ville det koste dem endnu mere. Den stærkeste allierede division, 1st DLM (Division Légère Mécanique, lå ved Dunkerque den 10. maj og havde rykket sine forreste enheder 220 km mod nordøst til den hollandske by 's-Hertogenbosch på 32 timer. Efter at have konstateret, at hollænderne allerede havde trukket sig tilbage nordpå, trak den sig tilbage sydpå. Da den nåede tyskerne, var kun 3 af de oprindelige 80 SOMUA S 35 tanks i kampklar stand. De fleste havde lidt mekaniske nedbrud.
Alligevel ville en radikal beslutning om at trække sig tilbage mod syd, og undgå kontakt med de tyske styrker, formentlig have betydet, at de fleste pansrede og motoriserede divisioner kunne være blevet reddet, inklusiv det britiske BEF. Det ville imidlertid have betydet, at omkring 30 infanteridivisioner skulle overlades til deres skæbne. Tabet af Belgien ville i sig selv betyde et enormt politisk nederlag. Hertil kom, at de allierede var usikre på de tyske planer. De truede i fire retninger: mod nord truede de med at angribe den allierede hovedstyrke direkte. Mod vest med at afskære den. Mod syd med at besætte Paris og selv mod øst med at rykke ind bag Maginot-linjen. Franskmændene besluttede at skabe en ny reserve, herunder en ny 7. arme under General Touchon, bestående af alle de enheder de uden fare kunne trække ud af Maginot-linjen for at blokere vejen til Paris.
Oberst Charles de Gaulle, der havde kommandoen over Frankrigs hastigt formerede 4eme Division Cuirassée de Réserve forsøgte at gennemføre et angreb fra syd, og opnåede en vis succes, som senere ville sikre ham et vist ry og en forfremmelse til brigadegeneral. De Gaulles angreb den 17. maj og 19. maj ændrede ikke den overordnede situation væsentligt.

### Til kanalen
Mens de allierede ikke gjorde meget for at true dem eller undslippe fra den fare de udgjorde, brugte panserkorpset den 17.-18. maj maj på at tanke brændstof, spise, sove og få repareret tanks. Den 18. maj fik Rommel franskmændene til at opgive Cambrai blot ved at finte et panserangreb.
De allierede syntes ude af stand til at håndtere begivenhederne. Den 19. maj forhandlede General Ironside, den britiske Chief of the Imperial General Staff, med Gort, commander fra British Expeditionary Force på dennes hovedkvarter i nærheden af Lens. Gort rapporterede, at lederen af den franske Nordlige Armegruppe, General Billotte, ikke havde givet ham nogen ordrer i 8 dage. Ironside tog hen til Billotte, hvis hovedkvarter lå i nærheden, og fandt ud af, at han tilsyneladende var ude af stand til at tage afgørende beslutninger.
Ironside havde først tilskyndet Gort til at redde BEF ved at angribe mod sydvest i retning af Amiens. Gort svarede, at syv af hans 9 divisioner allerede var i stilling ved Scheldtfloden, og at han kun havde to divisioner, hvormed han kunne iværksætte et sådant angreb. Ironside vendte tilbage til Storbritannien stærkt bekymret over, om BEF allerede var dømt til undergang og beordrede omgående iværksættelse af tiltag til imødegåelse af en invasion.
Samme dag voksede den tyske overkommandos selvsikkerhed. Den havde konstateret at der ikke lod til at være nogen alvorlige trusler mod dem sydfra – general Franz Halder legede med tanken om at angribe Paris med det samme, og slå Frankrig ud af krigen med et enkelt slag. De allierede tropper nordpå trak sig tilbage til floden Scheldt, og deres højre flanke trak sig tilbage foran 3. og 4. panserdivision. Det ville være tåbeligt at forblive inaktive, så de kunne nå at reorganisere deres forsvar eller undslippe. Nu var det på tide at få dem i endnu mere alvorlige vanskeligheder ved at afskære dem. Næste dag begyndte panserkorpset at rykke frem igen og trængte forbi de svage britiske 18. og 23. territorial divisioner, besatte Amiens og sikrede sig den vestligste bro over floden Somme ved Abbeville, hvorved de britiske, franske hollandske og belgiske styrker i nord blev afskåret. Om aftenen nåede en rekognosceringsenhed fra 2. panserdivision Noyelles-sur-Mer, 100 km længere vestpå. De kunne se deltaet, hvor Sommefloden udmundede i Den engelske kanal.
Fliegerkorps VIII under kommando af Wolfram von Richthofen indsatte 2. og 77. Sturmgeschwader som dækning af "kapløbet til kanalkysten". I hvad der blev kaldt Stukaernes fineste øjeblik reagerede disse gennem en særdeles effektiv kommunikation med panserdivisionerne på alle anmodninger om støtte, og sprængte i realiteten en vej for hæren. Stukaerne var i særlig grad effektive til at nedkæmpe angreb langs de tyske styrkers flanker, nedkæmpelse af befæstede stillinger og til at bringe uorden i forsyningslinjerne bag fronten. Luftwaffe nød også godt af en strålende kommunikation mellem fly og landtropper gennem hele kampagnen. Fremskudte forbindelsesofficerer udstyret med radiosendere kunne tilkalde stukaer og dirigere dem til i god tid at angribe fjendtlige stillinger langs fremrykningsruterne. I nogle tilfælde reagerede Stukaerne på anmodninger om støtte på 10-20 minutter. Premierløjtnant Hans Seidmann (Richthofens stabschef) at "man aldrig senere fik et så effektivt funktionerende system til diskussion og planlægning af fælles operationer.".

### Weygand planen
Den 20. maj afskedigede den franske premierminister Paul Reynaud den øverstkommanderende general Maurice Gamelin på grund af hans manglende evne til at opfange den tyske offensiv, og erstattede ham med Maxime Weygand, som straks forsøgte at opstille en ny taktik for at opfange tyskerne. Hans vigtigste opgave var imidlertid den strategiske: At udform en plan, som kunne afskære det tyske panserfremstød gennem angreb fra nord og syd – Weygand planen. Når man så på kortet, virkede det som en mulig opgave: korridoren hvorigennem von Kleists to panserkorps rykkede igennem var kun 40 km bred. På papiret havde Weygand tilstrækkelig med styrker til at gennemføre opgaven: I nord lå de tre panserdivisioner og BEF, i syd lå de Gaulles 4. panserdivision. Disse enheder omfattede omkring 1.200 tanks og de tyske panserdivisioner var igen sårbare da den mekaniske tilstand af deres tanks hurtigt blev ringere. Men de allierede divisioners tilstand var meget værre. Både i nord og syd kunne de dårligt mønstre mere end en håndfuld tanks. Alligevel fløj Weygand til Ypres den 21. maj i et forsøg på at overbevise belgierne og BEF om hans plans fortræffeligheder.
Samme dag havde en styrke fra British Expeditionary Force under generalmajor Harold Edward Franklyn allerede forsøgt i det mindste at forhale den tyske offensiv og måske at afskære de forreste enheder. De resulterende slag ved Arras demonstrerede den tungt pansrede britiske Matilda kampvogns potentiale. De tyske 37 mm antitank kanoners projektiler prellede af mod dem, og to tyske regimenter blev løbet over ende. Den heraf følgende panik (den tyske øverstkommanderende ved Arras, Erwin Rommel, rapporterede at han blev angrebet af hundreder af tanks, selv om der kun var 74 (foruden 60 franske) i angrebet, forsinkede den tyske offensiv. Rommel måtte benytte sine 88 mm antiluftskyts kanoner og 105 mm feltkanoner til at stoppe disse angreb. Tyske forstærkninger pressede briterne tilbage til Vimy Ridge den følgende dag.
Selv om dette angreb ikke var led i et koordineret forsøg på at ødelægge panserkorpset gik der langt mere panik i den tyske overkommando end i Rommel. Et øjeblik frygtede de at være faldet i baghold, og at hundreder af allierede tanks var på vej til at ødelægge deres elitestyrker.
 Men næste dag havde de fået modet tilbage og beordrede Guderians XIX panserkorps til at støde nord på til kanalhavnene Boulogne og Calais, i ryggen på de britiske og allierede styrker mod nord.
Den 22. maj forsøgte franskmændene at angribe sydpå øst for Arras med infanteri og tanks, men nu var det tyske infanteri begyndt at nå frem, og angrebet blev med nogen vanskelighed afvist af den tyske 32. infanteridivision.
Det første angreb sydfra kunne først igangsættes den 24. maj da det ikke lykkedes for 7. DIC, med støtte fra en håndfuld tanks, at generobre Amiens. Det var en temmelig svag indsats, men den 27. maj angreb den 1. britiske panserdivision, som i hast var blevet bragt fra Evrecy i Normandiet, hvor det formeredes. Angrebet blev slået tilbage med voldsomme tab. Den næste dag forsøgte de Gaulle igen, med det samme resultat, men nu kunne selv en fuldstændig sejr ikke have reddet styrkerne mod nord.

### BEF ved Dunkerque
I de tidlige timer af den 23. maj beordrede Gort en tilbagetrækning fra Arras. Han havde ingen tillid til Weygand planen eller i Weygands forslag om i det mindste at holde fast i en lomme ved den flamske kyst, en Réduit de Flandres. De havne, som var nødvendige for at forsyne et sådant ståsted var allerede truede. Den dag angreb 2. panserdivision Boulogne. Den britiske garnison i Boulogne overgav sig den 25. maj, om end 4.368 tropper blev evakueret. Den britiske beslutning om at trække sig tilbage blev kraftigt kritiseret i senere franske publikationer.
Den 10. panserdivision angreb Calais fra den 24. maj. Britiske forstærkninger i form af 3rd Royal Tank Regiment, udstyret med cruiser kampvogne, og den 30th Motor Brigade var i hast blevet landsat 24 timer inden tyskerne angreb. Belejringen af Calais varede i fire dage. De britiske forsvarere blev løbet over ende og overgav sig omkring kl. 16 den 27. maj, mens de sidste franske tropper blev evakueret i de tidlige timer af den 28. maj.
Den 1. panserdivision var klar til at angribe Dunkerque den 25. maj, men Hitler beordrede den til at stoppe dagen før. Det forbliver en af de mest kontroversielle beslutninger i hele krigen. Hermann Göring havde overbevist Hitler om at Luftwaffe kunne forhindre en evakuering og von Rundstedt havde advaret ham om at yderligere indsats af panserdivisionerne ville føre til at de skulle have en meget længere genopbygningsperiode. At angribe byer var ikke den normale opgave for panserenheder, uanset hvilket operationel doktrin man fulgte.
Omringede indledte de britiske, belgiske og franske tropper Operation Dynamo evakueringen af tropper fra den nordlige lomme i Belgien og Pas-de-Calais den 26. maj. Omkring 198.000 britiske soldater blev evakueret i operationen, foruden næsten 140.000 franske. Næsten alle de franske soldater vendte tilbage til Frankrig. Den allierede stilling var vanskeliggjort ved at den belgiske konge Léopold 3.'s overgivelse den følgende dag, som blev udskudt til den 28. maj.
Under slaget ved Dunkerque fløj Luftwaffe 1.882 bombemissioner og 1.997 jagertogter. De britiske tab udgjorde 6 % af deres samlede tab under slaget om Frankrig, herunder 60 dyrebare jagerpiloter. Luftwaffe kunne ikke forhindre evakueringen, men påførte de allierede styrker alvorlige tab. 89 handelsskibe på i alt 126.528 BRT gik tabt og Royal Navy mistede 29 af sine destroyere, som enten blev sænket eller alvorligt skadede.
Så tidligt som den 16. maj var den franske stilling på jorden og i luften blevet desperat. De pressede briterne til at indsætte flere af RAF's jagerfly i slaget. Den øverstkommanderende for RAF's jagerfly, Hugh Dowding, afviste det, idet han hævdede, at hvis Frankrig kollapsede ville den britiske jagerstyrke blive alvorligt svækket. Den britiske styrke på 1.078 jagerfly var blevet reduceret til blot 475 fly. RAF's arkiver viser, at blot 179 Hawker Hurricanes og 205 Supermarine Spitfires kunne flyve den 5. juni 1940.
Der var stadig udbredt forvirring efter evakueringen ved Dunkerque og mens Paris var udsat for sin kortvarige belejring blev en del af den 1. canadiske infanteridivision sendt til Bretagne (Brest) og flyttet 320 km over land i retning af Paris inden de hørte at Paris var faldet og Frankrig havde kapituleret. De trak sig tilbage og lod sig indskibe til England. Den 1. britiske division under general Evans, uden dens infanteri, som var blev omdirigeret til at hjælpe med at modstå presset på BEF ved Dunkerque var ankommet i Frankrig i juni 1940 og havde fået selskab af den tidligere arbejdsbataljon fra den 51. (Highland) infanteridivision i en bagtropskamp. Andre britiske bataljoner blev landsat ved Cherbourg og ventede fortsat på at danne et nyt BEF.

## Juni:Fall Rot, Frankrig

### Franske problemer
De bedste og mest moderne franske hære var blevet sendt nordpå og tabte i den heraf følgende omslutning. Franskmændene havde mistet en stor del af deres tunge våben og deres bedste pansrede enheder. Weygand havde stået overfor opgaven med at forsvare en lang front, der strakte sig fra Ardennerne ved Sedan til Den engelske kanal, med en stærkt udhulet fransk arme, som nu var uden væsentlig allieret styrke. Der krævedes 60 divisioner for at bemande den 600 km lange front, og Weygand havde kun 64 franske og en tilbageværende britisk division (51. infanteridivision) til rådighed. Derfor havde han i modsætning til tyskerne ikke nogen væsentlige reserver til at modstå et gennembrudsforsøg eller til at sætte ind i stedet for udmattede tropper i frontlinjen. Hvis fronten blev presset længere sydpå ville den uvægerligt blive for lang til at franskmændene kunne holde den. Dele af den franske ledelse havde helt åbenlyst mistet modet, især da briterne blev evakueret. Evakueringen ved Dunkerque var et slag mod den franske moral, fordi den blev opfattet som om franskmændene blev ladt i stikken.

### Italien erklærer krig
Situationen blev yderligere forværret den 10. juni, da Italien erklærede krig mod Frankrig og Storbritannien. Italien var ikke klar til krig og den italienske invasion kom ikke rigtig nogen vegne i de 12 dage, den varede. Den italienske diktator Benito Mussolini var godt klar over dette og søgte at profitere af tyskernes succes. Mussolini havde på fornemmelsen, at krigen snart ville ende og sagde til hærens stabschef, Marshal Badoglio:
"Jeg har blot brug for nogle få tusinde døde, så jeg kan sidde ved konferencebordet som en mand der har kæmpet."
Mussolini havde det øjeblikkelige mål med krigen at udvide de italienske kolonier i Nordafrika ved at erobre områder i de britiske og franske kolonier.
Om Italiens krigserklæring sagde den amerikanske præsident Franklin Delano Roosevelt:
"På denne tiende dag i juni 1940 har den hånd, som holdt sværdet, stukket det i ryggen på sin nabo".

### Ny tysk offensiv og Paris' fald
Tyskerne fornyede deres offensiv den 5. juni ved floden Somme. Et angreb brød igennem de sparsomme franske reserver, som Weygand havde placeret mellem tyskerne og hovedstaden og den 10. juni flygtede den franske regering til Bordeaux og erklærede Paris for en åben by.
Churchill tog tilbage til Frankrig den 11. juni og mødtes med det franske krigsråd i Briare. Franskmændene fordrede, at Churchill stillede alle til rådighed stående jagereksadriller til rådighed. Da der kun var 25 eskadriller tilbage, afviste Churchill dette, da han på dette tidspunkt troede på, at det kommende slag om England ville blive afgørende. På mødet fik Churchill garantier fra den franske admiral François Darlan om, at den franske flåde ikke ville falde i tyske hænder. Paris, som under 1. Verdenskrig havde undgået at blive erobret af den tyske hær (se Første slag ved Marne), faldt den 14. juni. Det var anden gang indenfor et århundrede at Paris var blevet erobret af tyske tropper. Første gang var under den fransk-preussiske krig i 1870-1871.

### Tysk luftherredømme
På dette tidspunkt var situationen i luften blevet kritisk. Luftwaffe havde nu opnået luftherredømme (i modsætning til luftoverlegenhed) da det franske luftvåben var på randen af sammenbrud. Det franske luftvåben (Armee de l'Air) var først begyndt på at udføre hovedparten af bombetogterne, og mellem den 5. og 19. juni fløj det over 1.815 togter, hvoraf 518 var bombetogter, men antallet af togter faldt nu drastisk da det blev umuligt at erstatte tabene. Det britiske Royal Air Force (RAF) forsøgte at aflede Luftwaffes opmærksomhed ved at flyve 660 togter over Dunkerque området, men tabene var store. Alene den 21. juni gik 37 Bristol Blenheim bombefly tabt. Efter den 9. juni ophørte den franske modstand i luften stort set, og nogle overlevende fly blev trukket tilbage til Fransk Nordafrika. Luftwaffe havde herefter frit spil. Dets angreb var fokuseret på direkte og indirekte støtte til den tyske hær. Luftwaffe udsatte modstandslinjer for voldsomme angreb, og de brød derefter hurtigt sammen når de blev angrebet af kampvogne.
Luftwaffe ødelagde omtrent Armée de l'Air i løbet af kampagnen og påførte RAF styrken store tab. Det vurderes at Frankrig mistede 1.274 fly under kampagnen, mens Storbritannien mistede 959, heraf 477 jagerfly.
Slaget om Frankrig kostede Luftwaffe 28 % af dens styrke, ca. 1.428 fly. Yderligere 488 blev beskadiget, hvilket betød at 36 % af de tyske fly var gjort ukampdygtige.
Kampagnen havde været en forbløffende succes for det tyske luftvåben. Luftwaffe havde praktisk taget udslettet tre allierede luftvåben og tilføjet det fjerde alvorlige tab.

### Den anden evakuering af BEF
De fleste af de tilbageværende britiske tropper i felten var ankommet til Saint-Valery-en-Caux for at blive evakueret, men tyskerne erobrede højderne rundt om havnen, hvilket gjorde en evakuering umulig. Den 12. juni overgav general Fortune og de resterende britiske styrker sig til Rommel.
Evakueringen af den anden britiske ekspeditionsstyrke foregik i Operation Ariel mellem den 15. og 25. juni. Da Luftwaffe havde fuldstændigt herredømme over himlen over Frankrig var det fast besluttet på at forhindre flere allierede evakueringer efter fiaskoen ved Dunkerque. Fliegerkorps I blev overført til Normandiet og Bretagne. Den 9.-10. juni faldt der 15 tons bomber over Cherbourg, mens Le Havre blev udsat for 10 bombeangreb, som sænkede 2.949 BRT af allierede skibe, som var på flugt. Den 17. juni ødelagde Junkers Ju 88 fly (fortrinsvis fra Kampfgeschwader 30) et "10.000 ton skib", det 16.243 BRT Lancastria ud for St Nazaire og dræbte omkring 5.800 allierede soldater.
Ikke desto mindre lykkedes det ikke for Luftwaffe at forhindre masseevakueringen af 190-200.000 allierede soldater.

### Overgivelse og våbenstilstand
Premierminister Paul Reynaud blev tvunget til at træde tilbage fordi han nægtede at afslutte krigen. Han blev efterfulgt af Marskal Philippe Pétain, som i radioen meddelte det franske folk sin beslutning om at bede om våbenhvile med Tyskland. Da Hitler fik henvendelse fra den franske regering om at den ønskede at forhandle en våbenhvile udvalgte han skoven ved Compiègne som sæde for forhandlingerne. Da Compiègne var stedet hvor våbenhvilen var blevet indgået, som afsluttede 1. Verdenskrig med et ydmygende nederlag til Tyskland anså Hitler valget af Compèigne som et overvældende øjeblik af revanche for Tyskland over Frankrig. Våbenhvilen blev undertegnet den 22. juni i den samme jernbanevogn, som våbenhvilen efter 1. Verdenskrig var blevet undertegnet i. Den var hentet i en museumsbygning og stillet på præcis det samme sted som i 1918. Hitler sad i den samme stol som marskal Ferdinand Foch havde siddet i, da han stod overfor de besejrede tyske repræsentanter. Efter at have påhørt oplæsningen af præambelen forlod Hitler med et velovervejet tegn på foragt de franske delegater, og overlod forhandlingerne til chefen for OKW General Wilhelm Keitel. Den franske 2. Armegruppe under kommando af General Pretelat, overgav sig samme dag som våbenhvilen blev underskrevet, og våbenhvilen trådte i kraft den 25. juni 1940.

## Efterspil
Frankrig blev delt i en tysk besættelseszone, som omfattede det nordlige og vestlige Frankrig og en nominelt uafhængig stat i Sydfrankrig med hovedstad i badebyen Vichy, kaldet Vichy Frankrig. Den nye franske stat, under ledelse af Pétain, accepterede sin status som besejret og forsøgte at købe sig til fordele med tyskerne gennem følgagtighed og passivitet. Charles de Gaulle, som var blev udnævnt til viceminister for det nationale forsvar af Reynaud, var i London da overgivelsen skete. Han havde udsendt sin Appel af 18. juni. I denne radioudsendelse nægtede han at anerkende regeringen i Vichy som legitim og begyndte at løse sin opgave med at organisere de Frie franske styrker. En række oversøiske kolonier, herunder Fransk Guiana og Fransk Ækvatorial Afrika sluttede sig til de Gaulle frem for Vichy regeringen.
Briterne begyndte at tvivle på admiral Darlans løfte til Churchill, om ikke at tillade at den franske flåde ved Toulon faldt i tyske hænder, på grund af ordlyden i våbenhvilebetingelserne. Derfor angreb de de franske flådestyrker i Afrika og Europa, hvilket førte til uvenskab og mistro mellem de tidligere allierede.

## Tab

### Tyske
Omkring 27.074 tyske soldater blev dræbt og 111.034 såret foruden 18.384 savnede, hvilket bragte de samlede tyske tab op på 156.000 mand.

### Allierede
De samlede allierede tab, herunder tilfangetagelsen af den franske hær udgjorde et tab på 2.292.000. Tab i form af dræbte og sårede udgjorde:
- Frankrig – 90.000 døde, 200.000 sårede og ca. 1.800.000 taget til fange .I august 1940 blev 1.575.000 fanger ført til Tyskland, hvor omkring 940.000 forblev indtil 1945, da de blev befriet af fremrykkende allierede styrker. Mens de var i tysk fangenskab døde 24.600 franske krigsfanger 71.000 undslap, 220.000 blev frigivet gennem forskellige aftaler mellem Tyskland og regeringen i Vichy, og adskillige hundredetusinder blev blev frigivet på grund af vanførhed eller sygdom.[65] De fleste fanger tilbragte deres tid i fangenskab som slavearbejdere.
- Storbritannien – 68.111 dræbte, sårede og tilfangetagne
- Belgien – 23.350 dræbte og sårede
- Holland – 9.779 dræbte og sårede
- Polen – 6.092 dræbte, sårede og tilfangetagne
- Tjekkoslovakiet – 1.615, herunder 400 dræbte.

## Historiografi
Efter krigen nedsatte det franske parlament en komite, som skulle undersøge årsagerne til nederlaget. Den blev opløst i 1951 uden af have afsluttet sit arbejde.
Den franske interesse i begivenhederne var efterfølgende ret begrænset, og der fremkom kun få større værker. Det overlod området til britiske og amerikanske skribenter. Tre vigtige værker udkom i 1960'erne: Guy Chapman's Why France Collapsed (1968); Alistair Horne's To Lose a Battle: France 1940 (1969) og William Shirer's The Collapse of the Third Republic: An Inquiry into the Fall of France in 1940 (1969). De sidste to værker, som også blev oversat til fransk, havde en stor indflydelse på offentlighedens opfattelse af kampagnen. De passede sammen med nogle tidligere franske værker, såsom Marc Bloch's Étrange Défaite ("Underligt nederlag", som posthumt udkom i 1946) og Jacques Benoist-Méchin's Soixante jours qui ébranlèrent l'occident ("Tres dage som rystede Vesten", 1956) ved at beskrive Frankrig som en nation i en moralsk krise med svagt lederskab og et folk, som var splittet af politiske skel. Ifølge denne synsvinkel havde strejker og budgetbegrænsninger forhindret en passende forberedelse af krigen. Frankrig var i slutningen af en nedgangsperiode, og var blevet defaitistisk og defensivt og dette blev afspejlet i den holdning, som en sklerotisk overkommando udviste, ude af stand til at tilpasse sig moderne taktik. Denne situation står over for den i Tyskland, hvor den antagne accept af Blitzkrieg taktikken ville have gjort en tysk sejr så godt som uundgåelig. En mere moderne forfatter, der bruger denne begrebsmæssige ramme er Eugen Weber i hans The Hollow Years: France in the 1930s (1994).
I Frankrig er denne tilgang til emnet forblevet populær, som det ses i senere værker såsom Jean-Baptiste Duroselle's La Décadence (1979). Især uden for Frankrig er der som reaktion mod disse traditionelle "dekadente" værker opstået en revisionistisk skole. Revisionistiske historikere lægger på den ene side vægt på de dybe demografiske og økonomiske ulemper, som under alle omstændigheder ville have gjort det svært for Frankrig at holde paritet med Tyskland, uanset tilstanden af folket, ledelsen eller militæret, og på den anden side de historiske tilfældigheder, som peger i retning af at valget af strategi var hovedårsagen til nederlaget. Når den strukturelle tilgang dominerer, resulterer det ofte i en afbildning af det franske nederlag som uundgåeligt, hvorimod den mere hændelsesorienterede synsvinkel tenderer mod at betragte en succesfuld fransk defensiv som helt igennem mulig.
Et tidligt revisionistisk arbejde var Adolphe Goutard's La Guerre des occasions perdues ("Krigen med de tabte muligheder", 1956), som hævdede at krigen kunne være vundet med den rette strategi. I 1960'erne så den "internationale historieskole" omkring Pierre Renouvin den lave fødselsrate, tabet af menneskeliv i den foregående krig og den langsomme industrielle fornyelsesrate som hovedfaktorerne. På samme tid advarede den canadiske historiker John Cairns i en række artikler mod den tendens til at læse nederlaget ind i alle forudgående hændelser. I 1970'erne argumenterede Robert J. Young i sin In Command of France: French Foreign Policy and Military Planning, 1933-1940 (1978) for at de franske ledere i sin militære planlægning rationelt tilpassee sig til de herskende forhold, da den forberedte sig på
en lang udmattelseskrig mod Tyskland. Den israelsk-amerikanske historiker Jeffrey Gunsburg så i sin Divided and Conquered: The French High Command and the Defeat of the West, 1940 (1979) Frankrigs allieredes manglende matchning af den franske krigsindsats i forhold til deres befolkningsstørrelse som den væsentligste allierede svaghed. Den franske historiker Robert Frankenstein viste i sin Le prix du réarmement français, 1935–1939 (1982) at Frankrig havde gjort en enorm indsats for oprustning, og endte med at overgå den tyske produktion af såvel tanks og fly. I 1985 forsøgte Robert Doughty i sin The Seeds of Disaster: The Development of French Army Doctrine, 1919–1939 at udskifte billedet af en stagneret fransk militærdoktrin med et af en i den forstand forståelig tilpasning til en begrænset mandskabsstyrke ved hjælp af meget metodisk taktik, i modsætning til den fleksible tyske Auftragstaktik. Den traditionelt antagne modsætning til den tyske Blitzkrieg taktik blev gjort endnu mere problematisk af Karl-Heinz Frieser's Blitzkrieg-Legende (1995), som hævdede at Blitzkrieg hverken var grundlaget for den tyske langsigtede strategi eller taktisk grundlag for den tyske angrebsplan fra maj 1940.
Den amerikanske historiker Ernest May påpegede i sin Strange Victory: Hitler’s Conquest of France (2000), at i strategiske simulationer af kampagnen er det svært at få den allierede side til at tabe og peger på de allieredes efterretningsvæseners nederlag med hensyn til at forudse den tyske strategi.

## Yderligere læsning
- Alexander, Martin. Republic in Danger, General Maurice Gamelin and the Politics of French Defence, 1933-1940, Cambridge: Cambridge University Press, 1992. En gennemgang af Gamelins karriere og de militære forberedelser i Frankrig i 1930'erne. Et meget velvilligt værk, som understreger de rationelle franske forberedelser til krigen.
- Blaxland, Gregory (1973). Destination Dunkirk. Military Book Society. s. 436pp.

Denne bog var den første detaljerede beretning om BEF i Frankrig. Kampen om overlevelse sluttede med tilbagekomsten fra Frankrig i de små skibe.
- Bloch, Marc. Strange Defeat, A Statement of Evidence Written in 1940, Hopkins, New York: W.W. Norton & Co., 1968. Skrevet i 1940 af en veteran fra kampagnen. Betragtes som en af de tidlige nøgleværker til forståelse af hvor franskmændene så på dette nederlag. Forfatteren blev dræbt i 1943 af Gestapo som følge af modstandsarbejde.
- Cornwell, Peter D. (2008). The Battle Of France Then And Now. Battle of Britain International Ltd. Seks nationer i luftkampt fra september 1939 til juni 1940.
- Doughty, Robert Allan. The Seeds of Disaster: The Development of French Army Doctrine, 1919-1939, Archon, 1986. Gennemgang af de fejl franskmændene lavede i deres militære doktrin i mellemkrigsårene og hvordan dette, og ikke defaitisme eller mangel på godt udstyr førte til nederlaget i 1940.
- Doughty, Robert Allan. The Breaking Point: Sedan and the Fall of France, 1940. Archon, 1990. Klassisk studie af begivenhederne den 13. og 14. maj.
- Gerard, Lt. Robert M. Tank-Fighter Team, 1943
- Horne, Alistair. To Lose a Battle, 1940, Boston: Little Brown and Co., 1969.

Beretning om Frankrigs fald i 1940. Meget læseværdig men også gammeldags i form af dens ukritiske accept af defaitisme tankegangen.
- Keisling, Eugenia C. Arming Against Hitler: France and the Limits of Military Planning. UP of Kansas, 1996. Studie som lægger vægt på svaghederne i de franske reserver, deres mobilisering og træningssystem. Afviser defaitisme fortolkningen.

- Maier, Klaus A. Germany and the Second World War: Germany's Initial Conquests in Europe. Oxford UP, 1991. Engelsk oversættelse af en dybtgående kollektiv tysk akademisk undersøgelse, der giver en detaljeret gennemgang af alle hændelser.
- May, Ernest R. Strange Victory: Hitler's Conquest of France. Hill & Wang, 2001. En moderne gennemgang for den almene offentlighed med fokus på politik, strategi og efterretningsarbejde.
- Mosier, John. The Blitzkrieg Myth: How Hitler and the Allies Misread the Strategic Realities of World War II. HarperCollins, 2003. Stærkt revisionistisk fortolkning, som afviser at Blitzkriegs konceptet kan henfører til denne kampagne.
- Shepperd, Alan. France 1940, Blitzkrieg in the West; Osprey Campaign Series #3, Osprey Publishing, 1990.
- Shirer, William L. Berlin Diary: The Journal of a Foreign Correspondent, 1934-1941. Johns Hopkins UP, 2002. I perioden lige før overgivelsen arbejdede Shirer for CBS News under Edward R Murrow, og rejste rundt i Europa som begivenhederne krævede. Dette er hans skrevne beretning om perioden.
- Young, Robert J. In Command of France: French Foreign Policy and Military Planning, 1933-1940,  Cambridge: Harvard University Press, 1978.

## Eksterne links
- BBC – History – WW2: Fall of France Campaign (Flash animation af kampagnen)
- Officiel tysk beretning om slaget om Frenkrig (som udgivet i 1940) Arkiveret 5. december 2008 hos  Wayback Machine
- Slaget om France Arkiveret 4. maj 2007 hos  Wayback Machine
- Våbenhvile aftale mellem Tyskland og Frankrig, 22. juni 1940